# Се-Донг-Хонг-Бе
Се-Донг-Хонг-Бе (досл. на языке йоруба: «Бог говорит истину») — дагомейская военная деятельница, предводительница 6 000 Дагомейских амазонок.
Се-Донг-Хонг-Бе стояла во главе подразделений Дагомейских амазонок в период правления короля Гезо. В 1851 году она возглавила шеститысячную армию амазонок, которой было поручено осадить крепость Абеокута, подконтрольную воинам племени эгба. Несмотря на то, что амазонкам удалось взять крепость, в живых из них осталось лишь около 1 200 человек. Это объяснялось тем, что, в то время, как воительницы были вооружены мечами, луками и копьями, в распоряжении защитников крепости находилось несколько пушек европейского образца.